# Ganbare Goemon 3
Ganbare Goemon 3 (がんばれゴエモン3～獅子重禄兵衛のからくり卍固め～, Ganbare Goemon 3: Shishijūrokubē no Karakuri Manji Gatame) est un jeu vidéo d'action-aventure développé et édité par Konami fin 1994 exclusivement au Japon sur Super Famicom. Il fait partie de la série Ganbare Goemon. Le jeu est ressorti sur les consoles virtuelles Wii, Wii U et Nintendo 3DS.

## Synopsis
Un jour, le vieux professeur entre chez Goemon pour montrer la machine à voyager le temps, puis le professeur laisse l'écran du temps et part vers le futur. Goemon regarde sur l'écran du temps ce qui passe dans le futur, mais le vieux professeur a été capturé par Bisumaru, une nonne qui ressemble à Ebisumaru. Goemon et Ebisumaru vont partir pour trouver le moyen d'y aller vers le futur et sauver le vieux professeur.

## Système de jeu
Ce troisième épisode sur Super Nintendo propose un gameplay relativement similaire à celui du second opus. Le joueur débute avec Goemon, qui sera rejoint par trois autres personnages au fil de l'aventure pour un total de quatre personnages jouables. Ebisumaru et Sasuke, déjà présents lors du précédent épisode, apparaissent de nouveau, et un nouveau personnage vient s'ajouter au casting, Yae, qui est déjà apparue dans le jeu Ganbare Goemon Gaiden: Kieta Ōgon Kiseru sur NES. Chaque personnage possède ses propres armes ainsi que ses spécificités. Le jeu met toujours l'accent sur le côté aventure où le joueur peut se procurer divers objets pour évoluer au fil des niveaux. Le jeu garde également le principal, avec l'aspect action, où le personnage se dirige dans un scrolling horizontal.

## Accueil
Le périodique Consoles + attribue une note de 87% au titre, notant la présence du Mode 7 dans quelques niveaux du jeu. Mais le titre contient une « animation » qui « souffre de ralentissements » en plus d'avoir un jeu uniquement en japonais, où le joueur devra « s'accrocher ». Le magazine Joypad estime le jeu avec une note globale de 81%, reprochant au jeu un manque d'innovations et une technique moyenne de la part de Konami.
Super Power conclut avec une note de 84, jugeant que « pour un troisième épisode », « la réussite est au rendez-vous » reconnaissant « bien la touche Konami et surtout l'ambiance des Goemon en général ». Le magazine note également une difficulté plus relevée que celle du précédent opus et que les joueurs qui ne sont pas habitués à « des jeux japonais seront peut-être un peu désorientés ».